# جنكيز أخمروف
جنكيز أخمروف (بالأوزبكي: Чингиз Ахмаров؛ 18 آب 1912، ترويتسك - 13 آذار 1995، طشقند) كان رسام جداريات، ورسام بورتريه، ورسام مصغرات، ومعلم أوزبكي. في عام 1964، حصل على لقب فنان الشعب في أوزبكستان [الإنجليزية]. يحظى باحترام كبير في أوزبكستان ويُعتبر أحد الفنانين الذين حافظوا على تقليد المنمنمات الأوزبكية على قيد الحياة.

## الحياة المبكرة
وُلِد أخمروف في ترويتسك، في الإمبراطورية الروسية في 18 آب 1912، وكان واحدًا من 11 طفلًا. كان والده تاجرًا ثريًا ومتعلمًا. كانت العائلة تمتلك مكتبة كبيرة، ورثتها من جد أخمروف. التحق أخمروف بمدرسة بيرم للفنون الجميلة في عام 1927، وهو العام نفسه الذي انتقلت فيه عائلته إلى قرشي، أوزبكستان بسبب صحة والده. في عام 1930، انتقلت عائلته مرة أخرى، هذه المرة إلى سمرقند، وانضم إليهم أخمروف بعد تخرجه في عام 1931.

## الجوائز
- رسّام الشعب في أوزبكستان (13.11.1964) [15]
- جائزة ستالين من الدرجة الأولى (1948) [16]
- جائزة الدولة حمزة [الإنجليزية] (1968) [17]
- وسام الراية الحمراء للعمل (16 يناير 1950) [18]
- وسام الصداقة بين الشعوب (17 أغسطس 1982) [19]
- وسام وسام الشرف (6 ديسمبر 1951) [20]
- وسام الاستحقاق المتميز [الإنجليزية] (22 أغسطس 2001) [21]

## الحياة الشخصية
توفي أخمروف في 13 آذار 1995 في طشقند. توفيت زوجته، الرسامة والأكاديمية شمسروي خاسانوفا، حوالي عام 1961. نُشرت سيرته الذاتية، بعنوان: على الطريق إلى الجمال، في عام 2007.